# Zosterops dehaani
Zosterops dehaani — вид воробьиных птиц из семейства белоглазковых.

## Таксономия
Ранее данный вид считали подвидом Zosterops atriceps (Zosterops atriceps dehaani). Он был выделен в отдельный на основании различий в оперении, вокализации и экологии.
Птица была собрана в 1938 году на острове Моротай (Северные Молуккские острова) и достоверно описана в 1939 году Адрианом Корнелисом Валентином ван Беммелем. Ван Беммель охарактеризовал птицу как отдельный вид и назвал ее в честь инженера лесного хозяйства Г. де Хаана, который привёз птицу в музей.

## Распространение
Эндемики острова Моротай, расположенного на севере Молуккского архипелага. Птица считается обычной, но её ареал сокращается из-за вырубки лесов.